# 2845 Franklinken
2845 Franklinken (1981 OF) là một tiểu hành tinh vành đai chính được phát hiện ngày 26 tháng 7 năm 1981 bởi Bowell, E. ở trạm Anderson Mesa thuộc Flagstaff (AM). Nó được đặt tên theo tên của Dr. Kenneth Linn Franklin, một thành viên của hội Hayden Planetarium ở Thành phố New York.